# Esprit
Esprit Holdings Limited er en international virksomhed, der producerer tøj, sko, accessories, smykker og boligudstyr under navnet ESPRIT. Selskabet er registreret på Bermuda, men har hovedsæder i Kowloon, Hong Kong og Ratingen i Tyskland. Selskabet har 600 butikker og 13.000 forhandlere i over 40 lande verden over. Esprit beskæftiger 9.617 ansatte (2006) og omsætter for ca. 18 mia. kr. (2005).
Esprit blev grundlagt i San Francisco i 1968 af Susie Russell og hendes daværende mand, Douglas Tompkins, der også grundlagde The North Face. Tompkins solgte sine aktier i 1990 efter parret var blevet skilt. Esprit Far East Group overtog selskabet og dannede Esprit Holdings Limited i Hong Kong. Kosmetikkæden Red Earth blev købt i 2001. 
Esprit har siden 1993 været noteret på Hong Kong Stock Exchange, hvor det er en del af Hang Seng-indekset. Siden 1998 har selskabet også været noteret på London Stock Exchange. Esprits største enkelte marked er Tyskland.